# Imunogenní buněčná smrt
Imunogenní buněčná smrt je jakákoli buněčná smrt, která vyvolá imunitní odpověď. Nepředvídaná (náhodná) buněčná smrt i regulovaná buněčná smrt mohou vyústit v aktivaci imunitního systému. Imunogenní buněčná smrt kontrastuje s jinými formami buněčné smrti (apoptózou, autofágií), které žádnou imunitní odpověď nevyvolávají, nebo dokonce vyvolávají toleranci imunitního systému.
Názvem "imunogenní buněčná smrt" se označuje i jeden typ regulované buněčné smrti, který nastává po stresovém působení na endoplazmatické retikulum a vyvolává imunitní odpověď.

## Typy imunogenní buněčné smrti
Typy imunogenní buněčné smrti se dělí podle molekulárních mechanizmů, které k smrti vedou, a také molekulárních mechanizmů v průběhu buněčné smrti a po ní. Míra imunogenity, tedy míra stimulace imunitního systému, je určena antigeny a adjuvans uvolněnými během procesu.

### Nepředvídaná (náhodná) buněčná smrt
Nepředvídaná buněčná smrt je výsledkem poškození buňky, které přesahuje schopnosti opravných mechanizmů. Může se jednat o poškození fyzikální (záření, teplota), chemické (poleptání kyselinou nebo zásadou) či mechanické. Jedná se o nekontrolovaný proces, který vede ke ztrátě membránové integrity. Výsledkem je vylití buněčného obsahu, který může stimulovat imunitní odpověď.

### Imunogenní buněčná smrt
Imunogenní buněčná smrt (IBS), nebo také imunogenní apoptóza, je forma buněčné smrti, která vede k regulované aktivaci imunitního systému. Charakteristická pro tuto smrt je apoptotická morfologie, dochází k zachování membránové integrity. Za spouštěč této smrti se považuje stresový stimul působící na endoplazmatické retikulum (ER), s vysokou produkcí reaktivních kyslíkových radikálů. Rozeznávají se dva typy spouštěcích stresorů. Typ I způsobuje poškození ER pouze jako vedlejší účinek, hlavně cílí na mechanizmy udržující fyziologický stav DNA a chromatinu a komponenty buněčné membrány. Typ II cílí specificky na ER. Některá cytostatika, například anthracykliny, oxyplatina nebo bortezomib jsou spouštěcími stresory IBS. Podobně působí i radiační terapie nebo fotodynamická terapie. Některé viry způsobují IBS. Stejně, jako imunogenní buněčná smrt infikované buňky indukuje imunitní odpověď proti infekčnímu agens, IBS nádorových buněk může indukovat efektivní protinádorovou imunitu. Oba mechanizmy způsobují aktivaci dendritických buněk a následnou aktivaci specifických T-buněk. Tohoto efektu lze využít při protinádorové terapii.
IBS je charakterizována vylučováním molekul DAMP, tedy molekul signalizujících buněčné poškození. Mezi nejdůležitější signály DAMP, které buňka vystaví na svůj povrch při IBS, patří kalretikulin, proteiny teplotního šoku, HMGB1 a ATP. Kalretikulin je jedna z molekul endoplazmatického retikula, která je v průběhu IBS translokována na povrch umírající buňky. Tam působí jako stimulující signál pro fagocyty. Proteiny teplotního šoku, zejména HSP70 a HSP90, jsou při stresových podmínkách také vystavené na plazmatické membráně. Působí imunostimulačně při interakci s receptory na povrch antigen prezentujících buněk (např. CD91 nebo CD40) a spouštějí zkříženou prezentaci antigenů na MHC I molekulách. To vede k aktivaci CD8+ T-buněčné odpovědi. HMGB1 je molekulou uvolňovanou v pozdní fázi IBS a její detekce okolními buňkami zvyšuje prezentaci antigenů dendritickými buňkami. HMGB1 se váže na několik pattern-recognition receptorů, například TLR2 a TLR4, na povrchu antigen prezentujících buněk. ATP uvolněné během imunogenní smrti má funkci signálu lákajícího fagocyty k místu IBS. Vazba ATP na purinergní receptory cílových buněk je imunostimulační, signalizuje přes aktivaci inflamazomu. DNA a RNA molekuly uvolněné během IBS aktivují TLR3 a cGAS odpovědi, a to jak v umírající buňce, tak v okolních fagocytech.
Koncept použití IBS v protinádorové léčbě začal identifikací spouštěčů, některé z nich jsou uvedeny výše. Ty by se daly použít v léčebné strategii protinádorové vakcinace. Použití induktorů IBS samotných nebo v kombinaci s jinými protinádorovými léčebnými postupy (cílená terapie, imunoterapie) je účinné v myších modelech rakoviny a testuje se v klinických studiích.

### Nekroptóza
Dalším typem regulované buněčné smrti, která spouští imunitní odpověď, je nekroptóza. Ta je charakterizovaná nekrotickou morfologií. Tento typ buněčné smrti je spouštěn mikrotraumaty narušující intracelulární i extracelulární homeostázu a je detekován receptory pro poškození a receptory smrti. Například FAS receptor, TNFR1 a pattern-recognition receptory mohou spouštět nekroptózu. Signály z aktivátorů nekroptózy se sbíhají na kinázách RIPK3 a MLKL, jejichž postupná aktivace vede k permeabilizaci membrány.

### Pyroptóza
Pyroptóza je typ regulované buněčné smrti, s nekrotickou morfologií a vylitím buněčného obsahu. Je indukovaná nejčastěji jako odpověď na infekci mikrobiálními patogeny, jako jsou Salmonella, Francisella nebo Legionella. Faktory endogenně produkované při poškození, jako například při infarktu myokardu, mohou také spustit pyroptózu. Cytosolická přítomnost bakteriálních metabolitů a struktur (molekulární vzorce typické pro patogeny, PAMP) iniciuje pyroptózu. Detekce PAMP proteiny z rodiny Nod-like receptorů (NLR), AIM2 nebo pyrinu vede k sestavení inflamazomu a aktivaci kaspázy 1 (CASP1).
Dosud známé pattern-recognition receptory indukující tvorbu inflamazomu jsou NLRP3, NLRP1, NLRC4, AIM2 a Pyrin. Tyto proteiny obsahují oligomerizační NACHT domény, CARD domény a některé obsahují i podobné pyrinové (PYR) domény. Kaspáza 1, centrální aktivátorová proteáza pyroptózy, se připojuje k inflamazomu přes CARD doménu, nebo pomocí CARD/PYR-obsahujícího adaptorového proteinu ASC. Aktivace kaspázy 1 je centrální událostí pyroptózy a aktivovaná kaspáza 1 proteolyticky aktivuje další zúčastněné kaspázy. U lidí se jedná o kaspázu 3, kaspázu 4 a kaspázu 5, u myší dochází k aktivaci kaspázy 3 a kaspázy 11. Prekurzory IL-1β a IL-18 patří mezi nejvýznamnější substráty kaspázy 1 a sekrece aktivovaných produktů zprostředkovává silný imunostimulační efekt pyroptózy. K uvolnění IL-1β a IL-18 dochází ještě před jakýmikoli morfologickými změnami buňky. Buňka umírá při vylití obsahu, čímž dále rozšiřuje imunogenní molekuly. Mezi ty patří HMGB1, proteiny S100 a IL-1α.
Pyroptóza se v některých ohledech podobá apoptóze, což je imunologicky inertní buněčná smrt. Za prvé jsou oba procesy závislé na kaspázách. Každý proces ale využívá specifické kaspázy. V průběhu pyroptózy dochází i ke kondenzaci a fragmentaci chromatinu, ale mechanizmy i výsledek se liší od toho při apoptóze. Odlišně od apoptózy, membránová integrita není při pyroptóze zachovaná, a integrita mitochondriálních membrán zachovaná zůstává a nedochází k vylití cytochromu c.

### Ferroptóza
Ferroptóza je také druhem regulované buněčné smrti. Proces ferroptózy začíná v reakci na oxidativní stres a peroxidaci lipidů a je závislý na dostupnosti železa. Nekrotická morfologie je typická pro ferroptotické buňky. Peroxidace lipidů je kakatlyzovaná nejčastěji lipoxygenázami, ale také cyklooxygenázami. Peroxidaci lipidů zabraňuje glutathion peroxidáza 4 (GPX4), a rovnováha uvedených enzymů je klíčovým regulačním krokem ferroptózy. Chelace železa také inhibuje ferroptózu, pravděpodobně vyvázáním železa z lipoxygenáz. Vylití buněčného obsahu při ferroptóze způsobuje imunogenitu tohoto procesu.

### MPT-závislá buněčná smrt
Mitochondriální perrmeabilizující přechod(z anglického mitochondria permeability transition, MPT)- závislá buněčná smrt je také formou regulované buněčné smrti s nekrotickou morfologií. Oxidativní stres nebo nerovnováha Ca2+ iontů v buňce jsou důležité spouštěče MPT-závislé buněčné smrti. Hlavním procesem v této buněčné smrti je ztráta neprůchodnosti vnitřní mitochondriální membrány. Přesné molekulární mechanizmy vedoucí k tvorbě permeabilizujících přechodových pórových komplexů mezi vnitřní a vnější mitochondriální membránou nejsou známy. Peptidylprolyl izoomeráza F (CYPD) je jediný známý klíčový protein pro MPT-závislou buněčnou smrt. Ztrátu neprostupnosti vnitřní mitochondriální membrány následuje ztráta membránového potenciálu a rozpad obou mitochondriálních membrán.

### Parthanatos
Parthanatos je další formou regulované buněčné smrti s nekrotickou morfologií. Je indukovaná mnoha různými stresovými podmínkami, nejčastěji však jako odpověď na dlouhodobé alkylační poškozování DNA, hypoxii, hypoglycemii a zánětlivé prostředí. Buněčná smrt je iniciována členy DNA opravných mechanizmů, hlavně poly(ADP-riboza) polymeráza 1(PARP1). Hyperaktivace PARP1 vede k depleci ATP, redoxnímu i bioenergetickému kolapsu a akumulaci poly(ADPriboza) polymerů a poly(ADP-ribozyl)ovaných proteinů. Ty vážou apoptózu indukující faktor asociovaný s mitochondriemi 1 (AIF). Výsledkem je ztráta membránového potenciálu a permeabilizace vnější mitochondriální membrány. Kondenzace a fragmentace chromatinu pomocí AIF je charakteristická pro parthanatos. Je popsaná určitá provázanost parthanatotického procesu s nekroptickým, RIPK3 totiž dokáže stimulovat aktivitu PARP1.
Tento typ buněčné smrti byl prokázán u některých patologií, jako jsou některé kardiovaskulární choroby, chorby ledvin, mrtvice a neurodegenerace.

### Buněčná smrt závislá na lyzozomu
Tento druh buněčné smrti je také regulovaným procesem, a je závislý na permeabilizaci lyzozomárních membrán. Morfologie umírajících buněk je různá, byly pozorovány apoptotické, nekrotické i intermediální morfologie. Jedná se o typ obrany při infekci intracelulárními patogeny, ale tento typ smrti je spojován i s různými patofyziologickými procesy, jako remodelace tkání či zánět. Proces smrti je spuštěný permeabilizací lyzozomárních membrán, občas dochází zároveň k permeabilizaci mitochondriálních membrán.

### NETotická buněčná smrt
NETotická buněčná smrt je specifickým typem buněčné smrti typickým pro neutrofily, ale byla pozorována i u eozinofilů a bazofilů. Proces je charakterizován vymrštěním chromatinových vláken, která jsou svázána do neutrofilových extracelulárních pastí (z anglického Neutrophil extracellular traps, NET). Tvorba NET je indukovaná většinou jako reakce na mikrobiální infekce, ale dochází k ní i ve sterilních podmínkách některých zánětlivých onemocnění. Kyslíkové radikály v buňce spouštějí uvolnění elastázy a myeloperoxidázy, jejich translokaci do jádra a remodelaci cytoskeletu. Předpokládá se nějaká míra interakce s nekroptotickým aparátem (RIPK a MLKL).